# LOVE GAME
『LOVE GAME』（ラブ ゲーム）は2009年4月23日から7月16日まで読売テレビ制作・日本テレビ系列の木曜ナイトドラマ枠（毎週木曜23:58 - 翌0:38）で放送されていた釈由美子主演の連続ドラマ。

## 概要
恋愛に関する究極の条件をクリアすると1億円が手に入る「LOVE GAME」。ある日、100万円が振り込まれた人の元にLOVE GAME財団のディーラー・氷室冴が現れ、彼らにそのプレーヤーとなることを薦める。しかし未だかつてクリアした者はおらず、参加したプレーヤーは、やがて愛だと信じていたものの残酷な真実を突きつけられることとなる。
LOVE GAMEのプレー中は、各所に仕掛けられた監視カメラでプレーヤーが常に監視され、随時画面の右下または左下にゲーム終了までの残り時間が表示される。そしてクリアできなかった時には、冴が投げキッスをしながら「LOVE GAME OVER（ラブ ゲーム オーバー）」とコールし、LOVE GAMEの終了を宣告する。
同放送枠の前番組『リセット』同様、本作も一話完結である。なお携帯サイトでは、プレーヤーたちのその後を描いたオリジナル小説が公開されている。

## キャスト
全話共通
- 氷室冴：釈由美子

LOVE GAME財団のディーラー。ロックオンしたプレーヤーと接触し、LOVE GAMEへの参加を促す。
- 若杉由美（謎の女）：ゆき

LOVE GAMEのプレーに影響を与える謎の存在として、毎回異なる役柄・名前で登場。
| - 第1話：光一の愛人・ナツ - 第2話：幸恵の会社の後輩OL - 第3話：モデル・葵 - 第4話：玲奈の友人 - 第5話：美優の勤める保育所の保育士 - 第6話：周平の工場の新入社員・鶴田亜由美 - 第7話：銀座のクラブのホステス | - 第8話：ホテルのレストランのウエイトレス - 第9話：穂波の友人・ハルカ - 第10話：一郎・真理絵と同じ部署のOL - 第11話：明日美の元交際相手・智樹の彼女 - 第12話：不動産屋 - 最終話：萌の勤める弁当屋の同僚・涼 |
- 黒宮（LOVE GAME主催者）：森一馬（声の出演）

第1話
- 滝沢光一：塩谷瞬
- 滝沢由布子：北川弘美
- 滝沢光太郎：中村世渚

第2話
- 伊藤幸恵：井上和香
- 高見沢和博：松田悟志
- 安藤孝史：牧田哲也
- 長ヶ部憲一郎：近江谷太朗
- 男：皆川猿時
- 幸恵の同僚：堀まゆみ
- 幸恵の同僚：中井みちえ

第3話
- 弥生椿：鈴木亜美
- 四条小百合：中村ゆり
- 篠崎柊司：小西遼生
- 秋海棠渡：薪嶋泰

第4話
- 桜井恭子：さとう珠緒
- 真山翔太：山口賢貴
- 関口玲奈：篠原楓
- 安本晴之：正名僕蔵

第5話
- 夏川美優：市川由衣
- 秋山春希：與真司郎（AAA）

第6話
- 寺地淳子：青山倫子
- 長沼周平：竹財輝之助
- 刑事：松永博史

第7話
- 相沢かおる：さくら
- 岩見沢さなえ：滝沢沙織
- 岩見沢透：河相我聞

第8話
- 尾崎秀勝：石垣佑磨
- 新藤阿由葉：木下あゆ美
- 波多野隆二：渋江譲二
- 美和子：川村亜紀

第9話
- 大塚穂波：桐谷美玲
- 今岡靖之：佐藤二朗
- 今岡徳江：佐藤真弓
- 大塚和久：久ヶ沢徹
- 援助交際の男：樋渡真司

第10話
- 鈴木一郎：出川哲朗
- 叶真理絵：肘井美佳
- 田村むつみ：井上佳子
- 矢部孝史：桐島優介

第11話
- 内田明日美：馬渕英俚可
- 河原京介：青山ハル
- 流香：篠田麻里子（AKB48）
- 鈴木緑子：大竹一重
- 恵：国本綾
- 智樹：大樹

第12話
- 遠藤真紀：小沢真珠
- 遠藤剛司：林剛史
- 大野しのぶ：近野成美
- 大野洋平：原田健二

最終話
- 清水萌：入山法子
- 青柳隼人：荒木宏文
- 金田彩花：有坂来瞳
- 金田隆明：大石吾朗

## サブタイトル
| #          | 放送日        | サブタイトル                                            | ケースNo. | コードネーム                |
| ---------- | ------------- | ------------------------------------------------------- | --------- | --------------------------- |
| 01         | 2009年4月23日 | 8時間以内に、妻に離婚届に判を押させたら1億円            | 0317      | NAKED KING （滝沢光一）     |
| 02         | 2009年4月30日 | 1週間以内に結婚できたら1億円                            | 0981      | GREED （伊藤幸恵）          |
| 03         | 2009年5月7日  | 12時間後、明日の結婚式までに親友の恋人を奪えたら1億円   | 0427      | SPIDERS （弥生椿）          |
| 04         | 2009年5月14日 | 1週間以内に、女教師が教え子を誘惑できたら1億円          | 0658      | NIGHTMARE （桜井恭子）      |
| 05         | 2009年5月21日 | 10日以内、腐れ縁の彼に『別れよう』と言わせたら1億円     | 5937      | HOLY MOTHER （夏川美優）    |
| 06         | 2009年5月28日 | 1週間以内に、ホームレス女がプロポーズされたら1億円      | 0268      | SOLITUDE （寺地淳子）       |
| 07         | 2009年6月5日  | 5日以内に、姉の夫を略奪できたら1億円                    | 5874      | SNAKE EYE （相沢かおる）    |
| 08         | 2009年6月11日 | 1週間以内に恋人を他の男に抱かせ、よりを戻せたら1億円    | 1531      | PHANTOM （尾崎秀勝）        |
| 09         | 2009年6月18日 | 1週間以内に男に家庭を捨てさせ、家を出させたら1億円      | 0641      | LOVE FOR SALE （大塚穂波）  |
| 10         | 2009年6月26日 | 3日間で、ダメ男がモテ女を抱く事ができたら1億円          | 7140      | BEAST （鈴木一郎）          |
| 11         | 2009年7月2日  | 三股男、1週間後の彼の誕生日に独り占めできたら1億円      | 7859      | GREEDY PIGGY （内田明日美） |
| 12         | 2009年7月10日 | 24時間以内に、離婚を中止できたら1億円                   | 8823      | TYRANT （遠藤真紀）         |
| 13 (FINAL) | 2009年7月16日 | 24時間以内に、裏切った恋人と結婚式を挙げられたら1億円   | 9289      | GHOST （清水萌）            |
| 13 (FINAL) | 2009年7月16日 | 失った過去の記憶を取り戻す事が出来たら、LOVE GAMEクリア | 0000      | LOVE GAME （氷室冴）        |

- 第7話：『NEWS ZERO』が日テレ系ecoウィークで放送時間を10分延長したため、10分遅延の金曜0:08開始。
- 第10話：『ダウンタウンDX』が放送時間を15分拡大したため、15分遅延の金曜0:13開始。
- 第12話：『ごくせん THE MOVIEカウントダウン』（公開事前番組）放送のため、10分遅延の金曜0:08開始。

## スタッフ
- 原作：安達元一 『LOVE GAME』（幻冬舎刊）
- 脚本：岩村匡子、村上直美
- 音楽：Jazztronik
- チーフプロデューサー：田中壽一（ytv）
- プロデューサー：竹綱裕博（ytv）、森川真行（ファインエンターテイメント）
- 演出：岡本浩一（ytv）、伊藤寿浩、石川北二、三島有紀子
- 技術協力：バスク
- 照明協力：ラ・ルーチェ
- 美術協力：フジアール
- 編集技術：ビーグル、映広
- 音響効果：サウンズアート
- 制作協力：ファインエンターテイメント
- 制作著作：ytv（読売テレビ）

## 主題歌
- 鍵山由佳 「Love Player」（avex trax）